# Barrio Ruta 24 Kilómetro 10
Barrio Ruta 24 Kilómetro 10 es el nombre con que el INDEC definió a un componente censal ubicado en el Partido de General Rodríguez, Provincia de Buenos Aires, Argentina. Se encuentra sobre la Ruta Provincial 24, 8 km al sur de la ciudad de General Rodríguez, al Sur del arroyo La Choza.
En sus cercanías se halla la estancia La Choza que fuera propiedad de Bernardo de Irigoyen, y sobre la cual se proyecta un Parque de la ciudad de General Rodríguez. En la zona funciona la escuela N.º 8.